# Paio de Beja
O Paio de Beja IGP é um produto de origem portuguesa com Indicação Geográfica Protegida pela União Europeia (UE) desde 16 de fevereiro de 2007.

## Agrupamento gestor
O agrupamento gestor da indicação geográfica protegida "Paio de Beja" é a ACPA - Associação de Criadores de Porco Alentejano.